# Elegie voor Sebastian Knight
Aulis Sallinen componeerde Elegie voor Sebastian Knight opus 10 in 1964.
De compositie (ongeveer 4 minuten lang) is geschreven voor cello solo. De titel is gebaseerd op de novelle Het ware leven van Sebastian Night van Vladimir Nabokov uit 1938/1939.

De componist probeert hier de twaalftoonstechniek te combineren de (traditionele) tonale compositietechniek.
Zoals wel vaker vormde deze compositie een basis voor een nieuw werk voor cello en kamerorkest: Metamorfosen (Sallinen).